# チャタムハウスルール

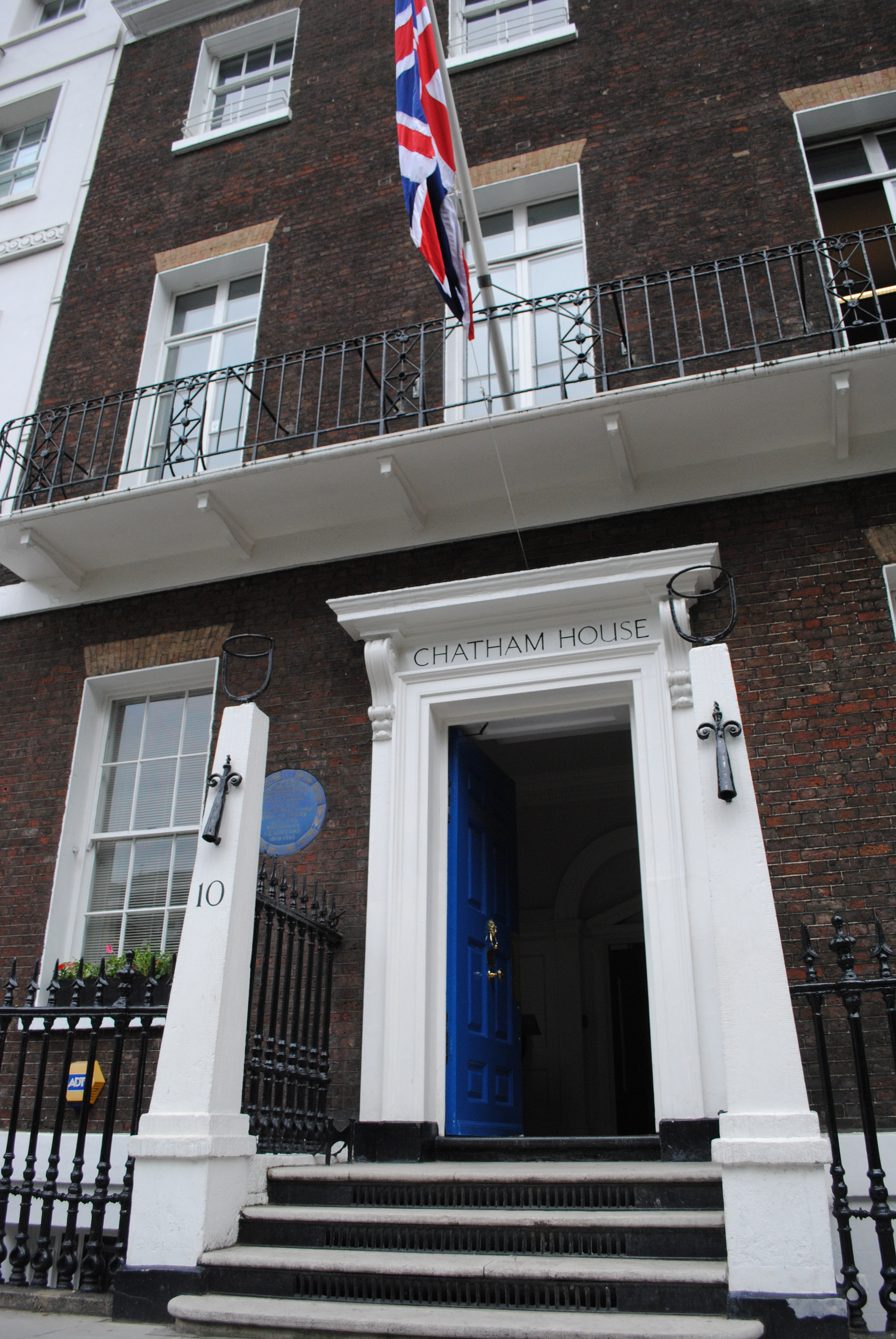
チャタムハウスの外観

チャタムハウスルール（英: the Chatham House Rule）とは、議論の開放性を高め、かつ物議を醸すトピックに関する討論とパネルディスカッションの開催に役立つものとして考案された規範。会議に参加する人は誰でもディスカッションの情報を自由に使用できるとし、ただし特定のコメントをした人を明らかにすることはしないと規定する。このルールは、イギリスの王立国際問題研究所が1927年6月に設け、通称は同本部を収容する歴史的建造物「チャタムハウス」に由来する。なお、同研究所の通称もやはりチャタムハウスである。

## ルール
ルールは1927年に作成され、1992年に改訂、最新の改訂2002年版では次のように述べている。
When a meeting, or part thereof, is held under the Chatham House Rule, participants are free to use the information received, but neither the identity nor the affiliation of the speaker(s), nor that of any other participant, may be revealed.—Chatham House, The Royal Institute of International Affairs、Chatham House Rule
（日本語訳）チャタムハウスルールに基づいて会議またはその一部が開催される場合、参加者は受け取った情報を自由に使用できますが、スピーカーの身元や所属、または他の参加者の身元や所属を明らかにすることはできません。—チャタムハウス、王立国際問題研究所、チャタムハウスルール

時には「チャタムハウスルールズ」として言及されることもあるが、提唱するチャタムハウス（王立国際問題研究所）は、条文は1つしかないため複数形「Chatham House rules」ではなく単数形「Chatham House rule」を用いるべきだと主張する。

## 目的
このルールは、公共政策と時事問題の物議を醸す議論に開放性を促すよう設計され、人々が自分のキャリアに汚点を残したり辞職に追い込まれる危険を冒すことなく意見や議論を表現し、持論と雇用主の見解を明確に分けて述べることを実現する。
このルールにより人々は個人として話し、所属組織の見解ではないとしても意見を表明できるため、自由な議論が奨励されることになる。発言者は自分の評判や公務、所属に遠慮せずに自由に自分の意見を述べたり、他の参加者の意見に異議を唱えたりすることができる。当該のコミュニティまたは会話の承認を許可し、同時にコミュニティ内の会話を成立させるために欠かせない相互作用の自由を保護するチャタムハウスルールは、多くの実践共同体が直面する立場の壁の問題を解決する。いわゆるグループ思考と呼ばれるリスクの回避、すなわち支持者が少ない意見を議論から排除して組織が論を交わす意見の範囲を狭めるリスクを減らすことである。
このルールの目的は、会議室の壁の内側で話をする人々に匿名性を保証し、より良い国際関係が達成されることにある。現在、このルールは国際的に使用され自由な議論を支援している。1927年当初の規則は、1992年10月と2002年に改訂された。チャタムハウスは、公式サイトにルールの翻訳版をアラビア語、中国語、フランス語、ドイツ語、ポルトガル語、スペイン語、ロシア語で掲載している。
このルールは、会議の内容を明らかにすることを禁止した非公開会議と、議論を完全に公開し帰属が明示された「情報源の明確な」場合との対比（または妥協の産物）である。
一般に特定の会議またはイベントでは、このチャタムハウスルールを参加承認の条件として採用し、すべての参加者はこのルールが自由な議論を助長する点を認めること、会議の議事のうちこのルールに関連する部分では従うことに同意したと見なす。特にルールに従わなかった場合に制裁を受けない状況では、このルールの成否は道徳的に拘束力があると見なすかどうかに依存する可能性がある。

## 欧州中央銀行の使用法
欧州中央銀行（ECB）は、このルールを適用する場合がしばしばある。 2015年5月、ECBのブノワ・クーレ理事（当時は国際決済銀行重役）はこのルールに準拠した会合においてスピーチを行い、それが公開された時点でチャタムハウスルールの適用は正しかったか、クーレの発言をその所属組織が公開する是非をめぐり、意見が分かれた事例がある。クーレの発言（英語）は為替レート、株式と債券の市場に即座に影響を及ぼした 。その後ECB規則の発動と公開されたクーレの開会の辞をめぐり、ECB副総裁ヴィクトル・コンスタンシオ（英語）と理事のピーター・プラエト（英語）が質疑に応じて注目を集めた。ボシュチャン・ヤズベク評議員（Boštjan Jazbec）（スペイン語）も同月、規則に基づいて質疑応答を開催した。

### 注
1. ↑  建物は学術団体が入居する以前、イギリスの首相3名の居館であった。その1人初代チャタム伯爵ウィリアム・ピット（1708年 – 1778年 大ピット）にちなみ「チャタムハウス」と呼ばれる[1]。